# Lauri Halonen
Lauri Halonen (Lauri Arthur Halonen; * 24. März 1894 in Vaasa; † 27. Mai 1961 in Helsinki) war ein finnischer Marathonläufer.
Über die Streckenlänge von 40 km siegte er 1916 bei einem Marathon in Turku in 2:33:22 h und 1917 einen Marathon in Helsinki in 2:34:29 h. Über die heutige Standardlänge von 42,195 km siegte er 1919 in Kotka in 2:48:31 h. 1920 siegte er beim Marathon des Finnischen Arbeitersportverbands über 40 km in 2:38:17 h.
Bei den Olympischen Spielen 1924 in Paris wurde er Vierter in 2:49:48 h.
1928 wurde er bei der finnischen Olympiaausscheidung in Kauhava Siebter in 2:43:41 h.